# Полоскание горла

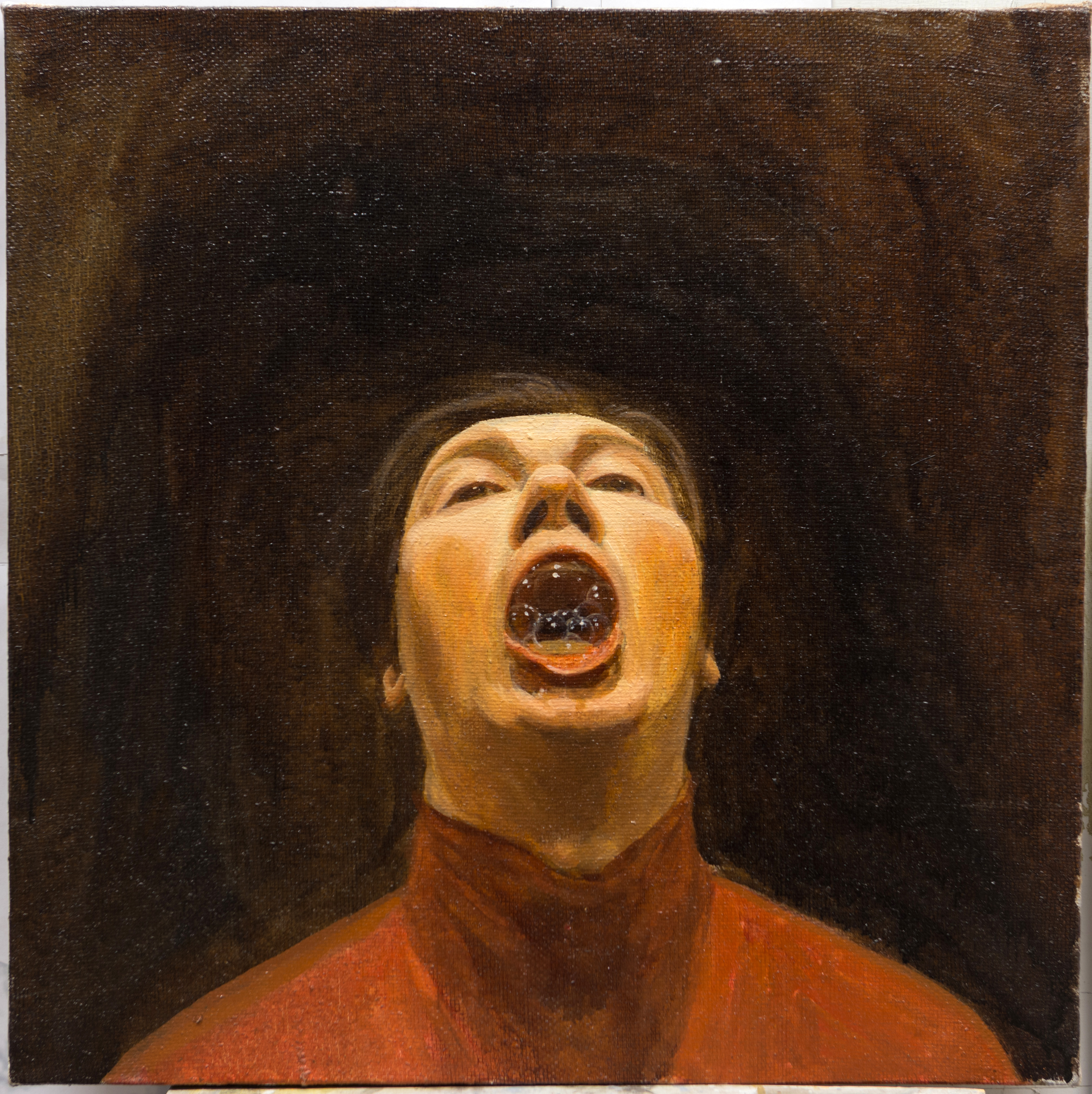
Процесс полоскания горла от художника Павла Отдельнова

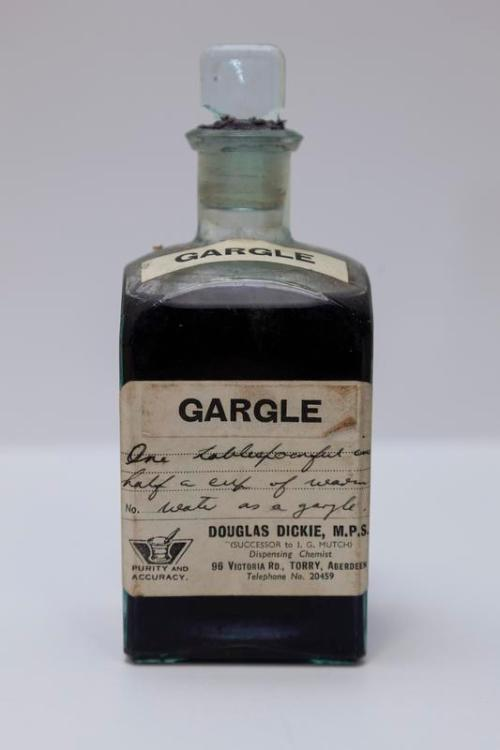
Раствор для полоскания горла начала XX века

Полоска́ние го́рла — самая распространенная лечебная процедура при заболевании глотки. Благодаря полосканию происходит механическое очищение горла и одновременно антисептическое воздействие лекарственных веществ. При полоскании голову необходимо запрокидывать назад, при этом язык максимально высовывать вперед для того, чтобы раствор проходил как можно глубже в глотку.

## Польза для здоровья
Бесполезность процесса полоскания для лечения заболеваний горла была доказана еще в 1900 году. Эксперименты показали, что во время такого горлового полоскания, жидкость совсем не достигает миндалин или задней стенки глотки, а следовательно, антисептические средства не могут оказать лечебного эффекта.